# La veglia (fumetto)
La veglia (The Sandman: The Wake) è un volume antologico pubblicato nel 1996 negli Stati Uniti d'America dalla DC Comics che raccoglie un ciclo di storie pubblicate poco tempo prima nella serie a fumetti Sandman, scritta da Neil Gaiman e illustrata da vari disegnatori. Fa parte di una serie di volumi del quale rappresenta il decimo e ultimo numero.

## Storia editoriale
Il volume raccoglie gli episodi pubblicati originariamente nella serie regolare Sandman dal n. 70 al n. 75, pubblicati originariamente fra il 1995 e il 1996. Tutte le storie sono state scritte da Neil Gaiman e disegnate da Michael Zulli, Jon J. Muth e Charles Vess con il lettering realizzato da Todd Klein. Venne pubblicato nel 1996 in due diverse edizioni, con copertina flessibile e con copertina rigida.

## Trama
Si svolge la cerimonia funebre di Morfeo al termine della quale Daniel diverrà ufficialmente il suo successore. Nel volume sono inoltre presenti tre storie brevi autoconclusive.
- Sunday Mourning: l'immortale Hob Gadling e la sua ragazza sono a una fiera durante il Rinascimento nell'America contemporanea. Hob, di pessimo umore, si mise a bere e, ubriaco, Morte che gli conferma che Morpheus era morto, e gli offrì di morire a sua volta ma Hob rifiuta e, addormentatosi, sognò di incontrare Morfeo e Distruzione. Svegliatosi, Hob ritornò dalla sua ragazza con l'umore migliorato.
- Exiles: un consigliere dell'imperatore cinese fu esiliato. Vecchio e stanco gli capita di incontrare prima Morfeo e poi Daniel.
- The Tempest: ispirata alla Tempesta di Shakespeare.

## Riferimenti ad altri personaggi
Durante The Wake, Superman, Batman e Martian Manhunter discussero dei loro sogni. La maggior parte dei sogni raccontati da Batman e Superman erano in realtà storie immaginarie della Silver Age, e riferimenti alle loro avventure in altri media. Superman e Batman menzionarono di come sognarono degli attori che li interpretavano, ma Martian Manhunter affermò che lui non ebbe mai di quei sogni (riferendosi al fatto che Martian Manhunter non ebbe mai un suo show televisivo). Si videro chiacchierare anche John Constantine, Dottor Occult e lo Straniero Fantasma. Constantine disse "che bell'impermeabile", riferendosi alla descrizione di loro tre, più Mister E, come alla Trenchcoat Brigade nella miniserie Books of Magic.

## Elenco degli episodi
| Numero | Titolo                                                       | Scrittore                         | Illustratore                                               | Inchiostratore | Colorista    | Letterista | Ast Editor     | Editore      |
| ------ | ------------------------------------------------------------ | --------------------------------- | ---------------------------------------------------------- | -------------- | ------------ | ---------- | -------------- | ------------ |
| 70     | Capitolo 1, Which Occurs in the Wake of What Has Gone Before | Neil Gaiman                       | Michael Zulli                                              | n/a            | Daniel Vozzo | Todd Klein | Shelly Roeberg | Karen Berger |
| 71     | Capitolo 2, In Which a Wake is Held                          | Neil Gaiman                       | Michael Zulli                                              | n/a            | Daniel Vozzo | Todd Klein | Shelly Roeberg | Karen Berger |
| 72     | Capitolo 3, In Which We Wake                                 | Neil Gaiman                       | Michael Zulli                                              | n/a            | Daniel Vozzo | Todd Klein | Shelly Roeberg | Karen Berger |
| 73     | Un Epilogo, Sunday Mourning                                  | Neil Gaiman                       | Michael Zulli                                              | n/a            | Daniel Vozzo | Todd Klein | Shelly Roeberg | Karen Berger |
| 74     | Exiles                                                       | Neil Gaiman                       | n/a                                                        | Jon J Muth     | Jon J Muth   | Todd Klein | Shelly Roeberg | Karen Berger |
| 75     | The Tempest                                                  | Neil Gaiman / William Shakespeare | Charles Vess / Bryan Talbot / John Ridgway / Michael Zulli | Charles Vess   | Daniel Vozzo | Todd Klein | Shelly Roeberg | Karen Berger |

- I numeri da 70 a 73 non ebbero un inchiostratore, e furono creati solo con disegni e colori.
- Il n. 72 contenne pagine aggiuntive nella raccolta limitata di The Wake in opposto al fumetto originale.
- Il n. 74 non ebbe un illustratore, e fu creato interamente in inchiostro.